# Flor azul

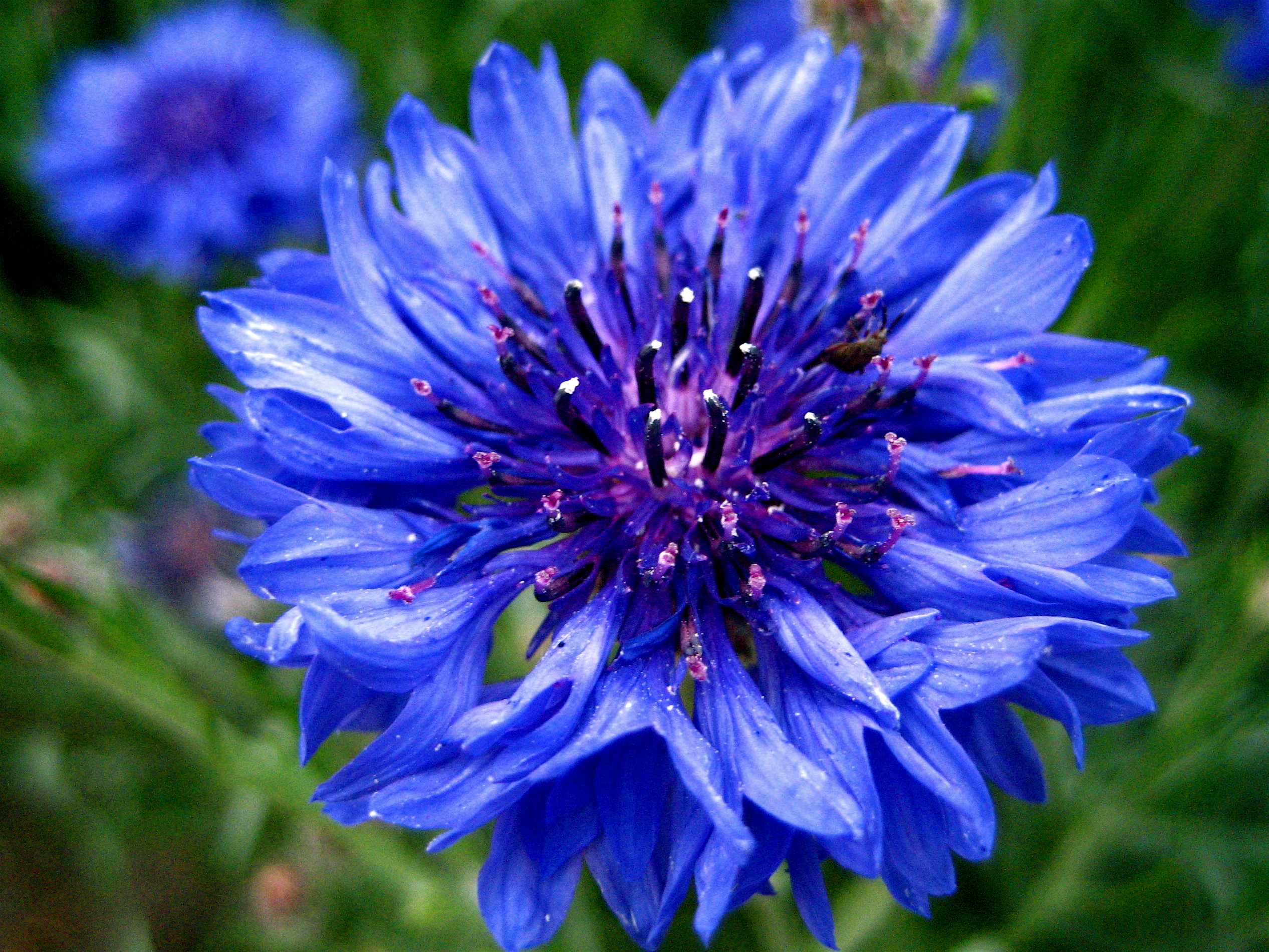
Centaurea cyanus, comum nas terras nativas de Novalis

Uma flor azul (em alemão:  Blaue Blume) foi um símbolo central de inspiração para o movimento do Romantismo e continua a ser um motivo duradouro na arte ocidental hoje. Significa desejo, amor e a luta metafísica pelo Infinito, simbolizando o anseio na busca por um ideal inalcançável e de uma unidade perdida, além de também a esperança pela reunião num paraíso celeste e a revelação misteriosa da beleza das coisas, que desafia o racionalismo e é comunicada na arte.

## Uso inicial do símbolo
O autor alemão Novalis introduziu o símbolo no movimento romântico por meio de sua inacabada história de amadurecimento, intitulada Heinrich von Ofterdingen (1802). Depois de contemplar um encontro com um estranho que lhe conta sobre uma flor azul, o jovem Heinrich von Ofterdingen permanece agitado com o anseio de encontrá-la e vê-la. Ele então dorme e sonha que está em busca da flor azul, sendo ajudado por Cyane, que se diz ser filha de Maria, Mãe de Deus, e descobrindo-a em meio a um prado cercada de rochas azuis escuras e sob um céu azul-escuro. A flor azul-clara o chama e absorve sua atenção, ela é alta e em seu centro tem a face de sua amada. Cyane pega a flor azul e entrega a Heinrich. Ainda em sonho, em seu encontro ele dança com a amada, que tem olhos azuis claros e veias azuis em seu pescoço. Isso representa o anseio do personagem por Mathilde e pelo seu reencontro com ela no Céu após a morte. A simbologia imagética pode sido motivada pela experiência trágica que Novalis passou pela morte de sua amada, Sophie.
O motivo adotado por Novalis pode ter se inspirado em uma sequência de sonho de um romance pelo contemporâneo Jean Paul-Richter, em que o herói é sugado por uma flor azul como uma gota de orvalho e encontrada a cara metade feminina de seu gênio. Havia também significação feminina da cor azul entre outras obras alemãs de teoria das cores, cujos sistemas para classificação na filosofia natural Novalis estudou com seu professor geologista Abraham Gottlob Werner. Uma associação dos tons azulados à mulher pode ser encontrada em Philipp Otto Runge, e o sistema inicial de Goethe também pode ter exercido influência sobre o poeta em algum possível encontro que tiveram; logo depois da escrita do romance de Novalis, Goethe escreveu também sobre o mesmo tema da atração associada à cor: "Assim como seguimos prontamente um objeto agradável que voa de nós, adoramos contemplar o azul, não porque ele avança até nós, mas porque ele nos puxa atrás dele".

## Explicação do símbolo
"Esta flor azul é a palavra de ordem e símbolo sagrado da escola [romântica]", de acordo com H. H. Boyesen. "O objetivo é simbolizar os anseios profundos e sagrados da alma de um poeta. A poesia romântica invariavelmente lida com a saudade; não um desejo definido e formulado por algum objeto obtenível, mas uma aspiração tênue e misteriosa, uma inquietação trêmula, uma vaga sensação de parentesco com o infinito e uma consequente insatisfação com todas as formas de felicidade que o mundo tem a oferecer." Thomas Carlyle ofereceu isso, em que a flor azul "sendo Poesia, o verdadeiro objeto, paixão e vocação do jovem Heinrich, que, através de múltiplas aventuras, esforços e sofrimentos, ele deve procurar e encontrar."

## Uso do símbolo
Joseph Freiherr von Eichendorff escreveu um poema chamado Die blaue Blume (A flor azul). Adelbert von Chamisso viu o cerne do Romantismo no motivo.

Antes da divulgação inaugural por Novalis do símbolo, Goethe descreveu a visão de uma "Urpflanze" ou planta primordial que teve em uma viagem na Itália, em 1787, absorto em sinestesias que se desdobraram e uma unidade azulada. Esse arquétipo foi associado por algumas interpretações também ao da flor azul. Em meio ao jardim de plantas, Goethe relata:
"O que tornou a graciosidade mais maravilhosa de tudo isso foi um cheiro forte espalhando-se uniformemente por todo o jardim, com um efeito tão perceptível, que todos os objetos, mesmo que apenas alguns passos um atrás do outro, começaram a contrastar mais distintamente um do outro em uma cor azul claro, de forma que sua cor característica no final se perdia ou pelo menos se apresentava aos olhos de uma forma superazulada ... Diante de tantas criações novas e renovadas, a velha ideia voltou à minha mente, se eu poderia detectar em meio a essa diversidade a planta original. Deve haver tal coisa! De que outra forma eu poderia descobrir que esta ou aquela criação é uma planta, se elas não foram formadas segundo um padrão?". 
E. T. A. Hoffmann usou a Flor Azul como um símbolo para a poesia de Novalis e o "santo milagre da natureza" em seu conto "Nachricht von den neuesten Schicksalen des Hundes Berganza".
C. S. Lewis, em seu livro autobiográfico Surprised by Joy, faz referência à "Flor Azul" ao falar dos sentimentos de saudade que a beleza despertou quando ele tinha seis anos. Ele a associa com a palavra alemã sehnsucht e afirma que esse intenso desejo por coisas transcendentes o tornou "um devoto da Flor Azul".
O romance histórico da escritora inglesa Penelope Fitzgerald, The Blue Flower, é baseado na juventude de Novalis.